# Arrenurus morrisoni
Arrenurus morrisoni är en kvalsterart som först beskrevs av Marshall 1904.  Arrenurus morrisoni ingår i släktet Arrenurus och familjen Arrenuridae. Inga underarter finns listade i Catalogue of Life.